# Erick Mombaerts
Erick Mombaerts (ur. 21 kwietnia 1955 w Chantecoq) – francuski trener piłkarski i piłkarz. Obecnie trener australijskiego klubu Melbourne City FC.

## Życiorys

### Kariera klubowa
Był zawodnikiem francuskich klubów: US Nœux-les-Mines i ÉDS Montluçon.

### Kariera trenerska
Pracował jako trener w klubach: Paris Saint-Germain, EA Guingamp, AS Cannes, Toulouse FC, Francja U-18, Francja U-21, Le Havre AC i Yokohama F. Marinos.
27 czerwca 2019 rozpoczął pracę w australijskim klubie Melbourne City FC.

## Sukcesy

### Trenerskie
Yokohama F. Marinos
- Zdobywca drugiego miejsca Pucharu Japonii: 2017

Melbourne City FC
- Zdobywca drugiego miejsca FFA Cup: 2019